# 高島市消防本部
高島市消防本部（たかしまししょうぼうほんぶ）は、滋賀県高島市の消防部局（消防本部）。管轄区域は高島市全域。

## 概要
- 消防本部：高島市今津町日置前5150
- 管内面積：693平方キロメートル（うち琵琶湖の面積181.64平方キロメートル）
- 職員定数：105人
- 消防署2カ所、分遣所2カ所
- 主力機械（2024年4月1日現在）
  - 普通消防ポンプ自動車：3
  - 水槽付消防ポンプ自動車：2
  - 小型動力ポンプ付積載車：1
  - 救急自動車：5
  - 救助工作車：1
  - 拠点機能形成車：1
  - 人員搬送車：1
  - 指令車：3
  - 除雪車：1
  - 査察車：1
  - 資機材搬送車：2

## 沿革
- 1972年4月1日　高島郡高島町、安曇川町、今津町、新旭町、マキノ町及び朽木村で組織する湖西地域広域市町村圏事務組合に湖西広域消防本部を設置する。
- 1972年8月31日　消防本部・北部消防署庁舎が竣工する。
- 1972年9月1日　1本部2署（北部消防署・南部消防署）1分遣所（朽木分遣所）体制で業務を開始する。
- 1973年5月26日　南部消防署庁舎が竣工する。
- 1974年9月1日　マキノ救急分遣所が業務を開始する。
- 1991年12月25日　救助工作車を配備する。
- 1996年3月29日　消防本部・北部消防署新庁舎が竣工する。
- 1996年11月21日　高規格救急自動車を配備し、翌年1月1日より救急救命士の運用を開始する。
- 1998年2月26日　南部消防署新庁舎が竣工する。
- 1999年10月31日　湖西地域広域市町村圏事務組合が解散する。
- 1999年11月1日　湖西広域連合が発足する。
- 1999年12月6日　朽木分遣所新庁舎が竣工する。
- 2003年12月8日　マキノ救急分遣所新庁舎が竣工する。
- 2005年1月1日　高島町、安曇川町、今津町、新旭町、マキノ町及び朽木村の新設合併に伴い、高島市が発足する。
  - 合併した5町1村で組織する湖西広域連合が合併前日をもって解散し、高島市に承継する。単独消防として高島市消防本部を設置する。

## 組織
- 本部 - 消防総務課、予防課、警防課、通信指令課
- 消防署

## 消防署
| 消防署     | 住所              | 分遣所                                          |
| ---------- | ----------------- | ----------------------------------------------- |
| 北部消防署 | 今津町日置前5150  | 朽木：朽木市場723-1 マキノ救急：マキノ町西浜321 |
| 南部消防署 | 安曇川町青柳696-1 | なし                                            |